# Šesteropikasti križevec
Šesteropikasti križevec (znanstveno ime Nuctenea umbratica) je vrsta pajkov, ki je razširjena tudi v Sloveniji.

## Opis
Dolžina telesa pri odraslih samicah znaša okoli 15 mm, samci so približno za polovico manjši in so običajno dolgi le okoli 8 mm. Gre za pogostega pajka osrednje Evrope, kjer se samice pojavljajo skozi vse leto, medtem ko so samci prisotni pretežno poleti. Podnevi se ti pajki skrivajo v razpokah zidov ali lubja, po čemer so dobili znanstveno ime (umbratica pomeni po latinsko »živeč v sencah«). Zvečer spletejo okroglo mrežo s premerom do 70 cm. V njenem centru prežijo na plen preko noči, zjutraj pa od sredine mreže do skrivališča na robu speljejo signalno nit in tam čakajo na plen.